# Patti Hansen
Patricia Elvina "Patti" Hansen, född 17 mars 1956 på Staten Island i New York, är en amerikansk fotomodell och skådespelare. 
Hansen var en av 1980-talets supermodeller. Hennes pappa härstammar från Danmark. Hon är sedan 1983 gift med Keith Richards och har två döttrar med honom, födda 1985 och 1986.